# Giovanni I di Baviera
Giovanni I di Wittelsbach (29 novembre 1329 – Landshut, 20 dicembre 1340) fu Duca della Bassa Baviera per circa un anno, dal 1339 fino alla sua morte.

## Biografia
Giovanni era figlio di Enrico XIV, Duca della Bassa Baviera, e di Margherita, figlia del Re Giovanni I di Boemia.
Benché giovanissimo sposò Anna di Baviera (1326-1361) figlia di Ludovico il Bavaro.
Giovanni I fu l'ultimo Duca della Bassa Baviera, alla sua morte avvenuta nel 1340, il Ducato della Bassa Baviera passò all'Imperatore Ludovico IV, che riunì i ducati della Baviera nel 1341.

## Ascendenza
|                                   |                                                |                                   | Genitori                                     |  |  | Nonni |  |  | Bisnonni                           |  |  | Trisnonni                  |  |
|                                   |                                                |                                   |                                              |  |  |       |  |  | Enrico XIII, duca di Bassa Baviera |  |  | Ottone II, duca di Baviera |  |
|                                   |                                                |                                   |                                              |  |  |       |  |  | Enrico XIII, duca di Bassa Baviera |  |  | Ottone II, duca di Baviera |  |
|                                   |                                                | Agnese del Palatinato             |                                              |  |  |       |  |  | Enrico XIII, duca di Bassa Baviera |  |  |                            |  |
| Stefano I, duca di Bassa Baviera  |                                                |                                   |                                              |  |  |       |  |  | Enrico XIII, duca di Bassa Baviera |  |  |                            |  |
|                                   |                                                | Elisabetta d'Ungheria             | Béla IV, re d'Ungheria                       |  |  |       |  |  |                                    |  |  |                            |  |
|                                   |                                                | Elisabetta d'Ungheria             | Béla IV, re d'Ungheria                       |  |  |       |  |  |                                    |  |  |                            |  |
|                                   |                                                | Elisabetta d'Ungheria             | Maria Lascaris di Nicea                      |  |  |       |  |  |                                    |  |  |                            |  |
| Enrico XIV, duca di Bassa Baviera |                                                | Elisabetta d'Ungheria             |                                              |  |  |       |  |  |                                    |  |  |                            |  |
|                                   |                                                | Bolko I, duca di Świdnica         | Boleslao II, duca di Legnica                 |  |  |       |  |  |                                    |  |  |                            |  |
|                                   |                                                | Bolko I, duca di Świdnica         | Boleslao II, duca di Legnica                 |  |  |       |  |  |                                    |  |  |                            |  |
|                                   |                                                | Bolko I, duca di Świdnica         | Edvige di Anhalt                             |  |  |       |  |  |                                    |  |  |                            |  |
| Giuditta di Świdnica              |                                                | Bolko I, duca di Świdnica         |                                              |  |  |       |  |  |                                    |  |  |                            |  |
|                                   |                                                | Beatrice di Brandeburgo-Salzwedel | Ottone V, margravio di Brandeburgo-Salzwedel |  |  |       |  |  |                                    |  |  |                            |  |
|                                   |                                                | Beatrice di Brandeburgo-Salzwedel | Ottone V, margravio di Brandeburgo-Salzwedel |  |  |       |  |  |                                    |  |  |                            |  |
|                                   |                                                | Beatrice di Brandeburgo-Salzwedel | Giuditta di Henneberg                        |  |  |       |  |  |                                    |  |  |                            |  |
| Giovanni I, duca di Bassa Baviera |                                                | Beatrice di Brandeburgo-Salzwedel |                                              |  |  |       |  |  |                                    |  |  |                            |  |
|                                   | Enrico VII, imperatore del Sacro Romano Impero | Enrico VI, conte di Lussemburgo   |                                              |  |  |       |  |  |                                    |  |  |                            |  |
|                                   | Enrico VII, imperatore del Sacro Romano Impero | Enrico VI, conte di Lussemburgo   |                                              |  |  |       |  |  |                                    |  |  |                            |  |
|                                   | Enrico VII, imperatore del Sacro Romano Impero | Beatrice d'Avesnes                |                                              |  |  |       |  |  |                                    |  |  |                            |  |
| Giovanni I, re di Boemia          | Enrico VII, imperatore del Sacro Romano Impero |                                   |                                              |  |  |       |  |  |                                    |  |  |                            |  |
|                                   |                                                | Margherita di Brabante            | Giovanni I, duca di Brabante                 |  |  |       |  |  |                                    |  |  |                            |  |
|                                   |                                                | Margherita di Brabante            | Giovanni I, duca di Brabante                 |  |  |       |  |  |                                    |  |  |                            |  |
|                                   |                                                | Margherita di Brabante            | Margherita di Dampierre                      |  |  |       |  |  |                                    |  |  |                            |  |
| Margherita di Boemia              |                                                | Margherita di Brabante            |                                              |  |  |       |  |  |                                    |  |  |                            |  |
|                                   |                                                | Venceslao II, re di Boemia        | Ottocaro II, re di Boemia                    |  |  |       |  |  |                                    |  |  |                            |  |
|                                   |                                                | Venceslao II, re di Boemia        | Ottocaro II, re di Boemia                    |  |  |       |  |  |                                    |  |  |                            |  |
|                                   |                                                | Venceslao II, re di Boemia        | Cunegonda di Slavonia                        |  |  |       |  |  |                                    |  |  |                            |  |
| Elisabetta di Boemia              |                                                | Venceslao II, re di Boemia        |                                              |  |  |       |  |  |                                    |  |  |                            |  |
|                                   |                                                | Guta d'Asburgo                    | Rodolfo I, re dei Romani                     |  |  |       |  |  |                                    |  |  |                            |  |
|                                   |                                                | Guta d'Asburgo                    | Rodolfo I, re dei Romani                     |  |  |       |  |  |                                    |  |  |                            |  |
|                                   |                                                | Guta d'Asburgo                    | Gertrude di Hohenberg                        |  |  |       |  |  |                                    |  |  |                            |  |
|                                   |                                                | Guta d'Asburgo                    |                                              |  |  |       |  |  |                                    |  |  |                            |  |